# Corneilla-la-Rivière
Corneilla-la-Rivière là một xã thuộc tỉnh Pyrénées-Orientales trong vùng Occitanie phía nam Pháp. Xã này nằm ở khu vực có độ cao trung bình 48 mét trên mực nước biển.